# La Cantera, Lagos de Moreno
La Cantera är en ort i Mexiko.   Den ligger i kommunen Lagos de Moreno och delstaten Jalisco, i den centrala delen av landet, 400 km nordväst om huvudstaden Mexico City. La Cantera ligger 1 867 meter över havet och antalet invånare är 490.
Terrängen runt La Cantera är platt åt sydost, men åt nordväst är den kuperad. Runt La Cantera är det ganska glesbefolkat, med 48 invånare per kvadratkilometer. Närmaste större samhälle är Lagos de Moreno, 8,6 km öster om La Cantera. I omgivningarna runt La Cantera växer huvudsakligen savannskog.